# Deltacommissaris
De Deltacommissaris is een Nederlandse overheidsfunctionaris. Hij of zij is de Nederlandse regeringscommissaris voor het nationale Deltaprogramma en stelt het programma vast en ziet toe op de uitvoering ervan. Sinds 1 december 2023 is oud-staatssecretaris Co Verdaas Deltacommissaris.
De functie is vastgelegd in de Deltawet 2011, een wijziging van de Waterwet, die op 1 februari 2010 bij de Tweede Kamer ter goedkeuring is ingediend. Een en ander komt voort uit het advies van de tweede Deltacommissie (2007). De regeringscommissaris geeft leiding aan het nemen van maatregelen die, mede met het oog op klimaatverandering, moeten zorgen voor bescherming tegen hoogwater, en de zoetwatervoorziening moet veiligstellen. Tot het Deltaprogramma behoren ook alle projecten van de Nederlandse overheid die de huidige waterveiligheid op orde moeten krijgen en houden. 
Op 6 november 2009 werd Wim Kuijken door het kabinet-Balkenende IV benoemd als eerste commissaris voor het Deltaprogramma per 1 februari 2010. Tot 1 december 2009 was hij secretaris-generaal van het ministerie van Verkeer en Waterstaat. Kuijken startte zijn werkzaamheden op 1 februari 2010 met het bijwonen van de herdenking van de Watersnoodramp van 1953. Eind 2016 is hij herbenoemd voor de periode vanaf 1 februari 2017. Per 1 januari 2019 is hij opgevolgd door Peter Glas.